# غايتان بوسمان
غايتان بوسمان (2 فبراير 1991) هو لاعب كرة قدم فرنسي، يلعب لنادي نانسي، كظهير أيسر وهو قادر أيضًا على اللعب في مركز الدفاع. ويلعب للمنتخب الفرنسي تحت 18 وتحت 19 سنة. وكان جزءًا من الفريق الذي فاز ببطولة أوروبا تحت 19 سنة 2010 التي أقيمت في فرنسا.